# 曾灿
曾燦（1622年—1688年），原名傳燦，字青藜，一字止山，自號六松老人，江西贛州府寧都縣人，南明、清初政治人物。

## 生平
曾燦少負才華，以風流相尚。弘光元年（1645年）父曾應遴獲薦為兵部右侍郎兼都察院右僉都御史，曾燦任兵部職方司主事，永曆元年（1647年）曾應遴病卒。抗清失敗後，曾燦削髮為僧，長年客遊福建、浙江、兩廣，因祖母及母親思念曾燦成疾，返回寧都，順治十年（1653年）還俗成家，築建六松草堂，數年間躬耕不出，與魏禧、魏際瑞、魏禮、彭士望、林時益、李騰蛟、邱維屏、彭任並稱易堂九子。曾燦與魏禧、魏禮兄弟感情最好，結成兒女親家。後來僑居吳下二十餘年，康熙二十四年（1685年）應兩廣總督吳興祚之邀，入兩廣總督府協理贛州鹽務，結識林杭學、馬三奇等人。晚年過著“終年道路，衣食因人”的日子，康熙二十七年（1688年）卒，臨終前將年幼子女分別交予好友姜寓節（姜垓子）與楊賓撫養。

## 家族
- 祖父曾建勳
- 父曾應遴，崇禎七年（1634年）甲戌科進士，官至兵部都給事中，曾燦為次子
- 長子曾侃，娶魏禧女魏靜言